# Seznam medailistů na halovém mistrovství Evropy – tyč
Skok o tyči je do programu halového mistrovství Evropy zařazen u mužů od prvních ročníků šampionátu, u žen počínaje rokem 1996. Vývoj výkonnosti nejlepších závodníků kopíruje výkony dosažené na dráze.

## Muži
| Rok      | Místo         | Zlato                         | Výkon vítěze  | Stříbro                       | Bronz                              |
| -------- | ------------- | ----------------------------- | ------------- | ----------------------------- | ---------------------------------- |
| HME 1970 | Vídeň         | François Tracanelli           | 530 cm        | Kjell Isaksson                | Wolfgang Nordwig                   |
| HME 1971 | Sofie         | Wolfgang Nordwig              | 540 cm        | Kjell Isaksson                | Jurij Isakov                       |
| HME 1972 | Grenoble      | Wolfgang Nordwig              | 540 cm        | Hans Lagerqvist               | Antti Kalliomäki                   |
| HME 1973 | Rotterdam     | Renato Dionisi                | 540 cm        | Hans-Jürgen Ziegler           | Jean-Michel Bellot                 |
| HME 1974 | Göteborg      | Tadeusz Ślusarski             | 535 cm        | Antti Kalliomäki              | Jānis Lauris                       |
| HME 1975 | Katovice      | Antti Kalliomäki              | 535 cm        | Wojciech Buciarski            | Władysław Kozakiewicz              |
| HME 1976 | Mnichov       | Jurij Prochorenko             | 545 cm        | Antti Kalliomäki              | Renato Dionisi                     |
| HME 1977 | San Sebastián | Władysław Kozakiewicz         | 551 cm        | Antti Kalliomäki              | Mariusz Klimczyk                   |
| HME 1978 | Milán         | Tadeusz Ślusarski             | 545 cm        | Vladimir Trofimenko           | Vladimir Sergijenko                |
| HME 1979 | Vídeň         | Władysław Kozakiewicz         | 558 cm        | Konstantin Volkov             | Vladimir Trofimenko                |
| HME 1980 | Sindelfingen  | Konstantin Volkov             | 560 cm        | Vladimir Poljakov             | Patrick Abada                      |
| HME 1981 | Grenoble      | Thierry Vigneron              | 570 cm        | Alexandr Krupskij             | Jean-Michel Bellot                 |
| HME 1982 | Milán         | Viktor Spasov                 | 570 cm        | Konstantin Volkov             | Władysław Kozakiewicz              |
| HME 1983 | Budapešť      | Vladimir Poljakov             | 560 cm        | Alexandr Obižajev             | Patrick Abada                      |
| HME 1984 | Göteborg      | Thierry Vigneron              | 585 cm        | Pierre Quinon                 | Alexandr Krupskij                  |
| HME 1985 | Pireus        | Sergej Bubka                  | 570 cm        | Alexandr Krupskij             | Atanas Tarev                       |
| HME 1986 | Madrid        | Atanas Tarev                  | 570 cm        | Marian Kolasa                 | Philippe Collet                    |
| HME 1987 | Liévin        | Thierry Vigneron              | 585 cm        | Ferenc Salbert                | Marian Kolasa                      |
| HME 1988 | Budapešť      | Radion Gataullin              | 575 cm        | Nikolaj Nikolov               | Atanas Tarev                       |
| HME 1989 | Haag          | Grigorij Jegorov              | 575 cm        | Igor Potapovič                | Mirosław Chmara                    |
| HME 1990 | Glasgow       | Radion Gataullin              | 580 cm        | Grigorij Jegorov              | Thierry Vigneron Hermann Fehringer |
| HME 1992 | Janov         | Pjotr Bočkarjov               | 585 cm        | István Bagyula                | Konstantin Sjemjonov               |
| HME 1994 | Paříž         | Pjotr Bočkarjov               | 590 cm        | Jean Galfione                 | Igor Tranděnkov                    |
| HME 1996 | Stockholm     | Dmitri Markov                 | 585 cm        | Viktor Čisťakov               | Pjotr Bočkarjov                    |
| HME 1998 | Valencie      | Tim Lobinger                  | 580 cm        | Michael Stolle                | Danny Ecker                        |
| HME 2000 | Gent          | Alexandr Averbuch             | 575 cm        | Martin Eriksson               | Rens Blom                          |
| HME 2002 | Vídeň         | Tim Lobinger                  | 575 cm        | Patrik Kristiansson           | Lars Börgeling                     |
| HME 2005 | Madrid        | Igor Pavlov                   | 590 cm        | Denys Jurčenko                | Tim Lobinger                       |
| HME 2007 | Birmingham    | Danny Ecker                   | 571 cm        | Denys Jurčenko                | Björn Otto                         |
| HME 2009 | Turín         | Renaud Lavillenie             | 581 cm        | Pavel Gerasimov               | Alexander Straub                   |
| HME 2011 | Paříž         | Renaud Lavillenie             | 603 cm        | Jérôme Clavier                | Malte Mohr                         |
| HME 2013 | Göteborg      | Renaud Lavillenie             | 601 cm        | Björn Otto                    | Malte Mohr                         |
| HME 2015 | Praha         | Renaud Lavillenie             | 604 cm        | Aleksandr Gripich             | Piotr Lisek                        |
| HME 2017 | Bělehrad      | Piotr Lisek                   | 585 cm        | Konstadinos Filippidis        | Paweł Wojciechowski                |
| HME 2019 | Glasgow       | Paweł Wojciechowski           | 590 cm        | Piotr Lisek                   | Melker Svärd Jacobsson             |
| HME 2021 | Toruň         | Armand Duplantis              | 605 cm - RHME | Valentin Lavillenie           | Piotr Lisek                        |
| HME 2023 | Istanbul      | Sondre Guttormsen             | 580 cm        | Emmanouil Karalis Piotr Lisek | neudělena                          |
| HME 2025 | Apeldoorn     | Emmanouil Karalis Menno Vloon | 590 cm        | neudělena                     | Sondre Guttormsen                  |

## Ženy
| Rok      | Místo      | Zlato                 | Výkon vítěze  | Stříbro                               | Bronz                                |
| -------- | ---------- | --------------------- | ------------- | ------------------------------------- | ------------------------------------ |
| HME 1996 | Stockholm  | Vala Flosadóttir      | 416 cm        | Christine Adamsová                    | Gabriela Mihalcea                    |
| HME 1998 | Valencie   | Anžela Balachonovová  | 445 cm        | Daniela Bártová                       | Vala Flosadóttir                     |
| HME 2000 | Gent       | Pavla Hamáčková       | 440 cm        | Christine Adamsová Jelena Beljakovová | neudělena                            |
| HME 2002 | Vídeň      | Světlana Feofanovová  | 475 cm        | Yvonne Buschbaum                      | Monika Pyreková                      |
| HME 2005 | Madrid     | Jelena Isinbajevová   | 490 cm - RHME | Anna Rogowská                         | Monika Pyreková                      |
| HME 2007 | Birmingham | Světlana Feofanovová  | 476 cm        | Julija Golubčikovová                  | Anna Rogowská                        |
| HME 2009 | Turín      | Julija Golubčikovová  | 475 cm        | Silke Spiegelburgová                  | Anna Battkeová                       |
| HME 2011 | Paříž      | Anna Rogowská         | 485 cm        | Silke Spiegelburgová                  | Kristina Gadschiewová                |
| HME 2013 | Göteborg   | Holly Bleasdaleová    | 467 cm        | Anna Rogowská                         | Anželika Sidorovová                  |
| HME 2015 | Praha      | Anželika Sidorovová   | 480 cm        | Katerina Stefanidiová                 | Angelica Bengtssonová                |
| HME 2017 | Bělehrad   | Katerina Stefanidiová | 485 cm        | Lisa Ryzihová                         | Angelica Bengtssonová Maryna Kylypko |
| HME 2019 | Glasgow    | Anželika Sidorovová   | 485 cm        | Holly Bradshawová                     | Nikoleta Kiriakopulu                 |
| HME 2021 | Toruň      | Angelica Moserová     | 475 cm        | Tina Šutejová                         | Holly Bradshawová Iryna Zhuk         |
| HME 2023 | Istanbul   | Wilma Murtová         | 480 cm        | Tina Šutejová                         | Amálie Švábíková                     |
| HME 2025 | Apeldoorn  | Angelica Moserová     | 480 cm        | Tina Šutejová                         | Marie-Julie Bonninová                |